# Victon
I Victon (빅톤?, acronimo di Voice to New World) sono un gruppo musicale sudcoreano formatosi a Seul nel 2016. Il gruppo ha debuttato il 9 novembre 2016 con l'EP Voice to New World.

## Formazione
- Kang Seung-sik (강승식) – voce, leader (2016-presente)
- Lim Se-jun (임세준)  – voce (2016-presente)
- Do Han-se (도한세) – rap (2016-presente)
- Choi Byung-chan (최병찬) – voce (2016-presente)
- Jung Su-bin (정수빈) – voce, rap (2016-presente)
- Han Seung-woo (한승우) – ex-leader, voce, rap (2016-presente)

### Ex membri
- Heo Chan (허찬) – voce, ballo (2016-2022)

## Discografia

### Album in studio
- 2021 – Voice: The Future is Now

### EP
- 2016 – Voice to New World
- 2017 – Ready
- 2017 – Identity
- 2017 – From.VICTON
- 2019 – Nostalgia
- 2020 – Continuous
- 2022 – Chaos
- 2022 – Choice

### Singoli
- 2016 – I'm Fine
- 2017 – Eyez Eyez
- 2017 – Unbelievable
- 2017 – Remember Me
- 2018 – Time of Sorrow
- 2019 – Nostalgic Night
- 2020 – Howling
- 2020 – Mayday
- 2021 – What I Said
- 2021 – Sweet Travel
- 2022 – Chronograph
- 2022 – Stupid O'clock
- 2022 – Virus

## Filmografia

### Reality shows
- Me & 7 Men (Mnet, 2016)
- Tour Avatar Ep.11 & 12 w/ Byungchan & Sejun (ArirangTV, 2017)
- VICTON's Born Identity (1theK, 2017)
- VICTON's Prelude to the War (1theK, 2018)
- VICTON Trust Game (의리게임) (Dingo Music, 2019)
- I Log U Season 2 (Idol Live, 2020)

## Riconoscimenti
- MAXIM K-Model Awards
  - 2017 – Model-tainer Awards[1]